# Torre della Guardia svizzera
La Torre della Guardia Svizzera, nota anche come Torre di Urbano VIII, è una piccola torre di difesa situata a Roma, in Piazza del Quirinale, davanti al Palazzo del Quirinale, nel rione Trevi. È tradizionalmente attribuita al Bernini, facendo parte di una serie di lavori sulla facciata del palazzo a lui commissionati da papa Urbano VIII che comprende anche la Loggia delle Benedizioni.

## Storia

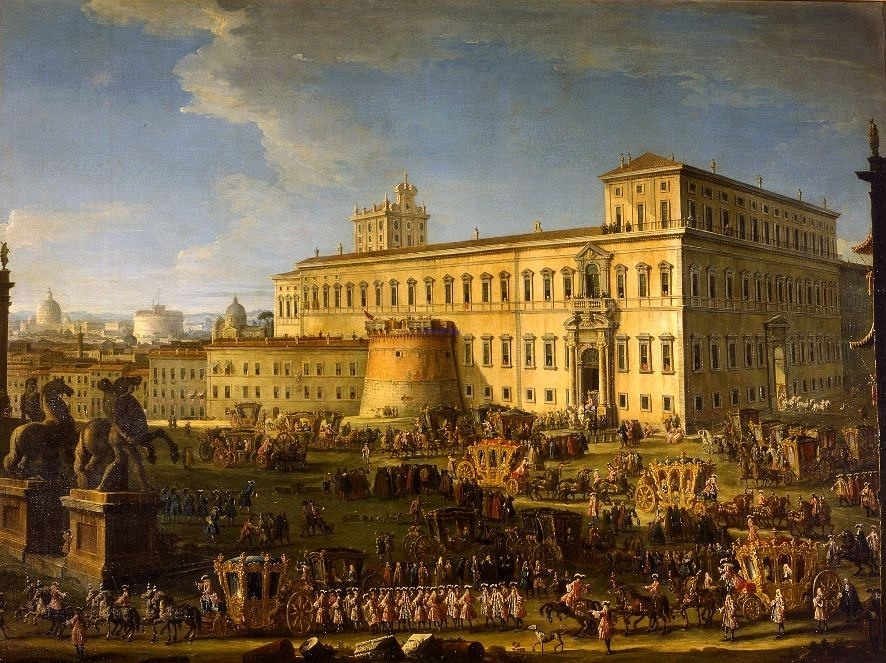
Il corteo dell'ambasciatore veneziano Alvise Mocenigo dopo l'udienza papale nel palazzo del Quirinale

Nel 1626 papa Urbano VIII Barberini (r. 1623-1644) decise di migliorare la sicurezza della nuova residenza papale al Palazzo del Quirinale; il risultato fu la costruzione di una torre circolare presso il portale di ingresso, l'ampliamento degli alloggi della Guardia svizzera nella Manica Lunga e di un muro di protezione del lato del palazzo, lungo la via Alta Semita (ora via del Quirinale), creando i Giardini del Quirinale.
In cima c'erano dei cannoni che puntavano Piazza del Quirinale, ma furono insufficienti nel febbraio 1798 e di nuovo nel luglio 1809, quando i francesi attaccarono il palazzo e arrestarono il papa. Non risulta che siano mai stati utilizzati.
Quando re Vittorio Emanuele II giunse a Roma per la prima volta dopo la presa di Roma, nel dicembre 1870, preferì salutare la moltitudine dalla torre, considerando inopportuno farlo dalla loggia da cui i pontefici davano la loro benedizione alla città.